# Clau de fundació

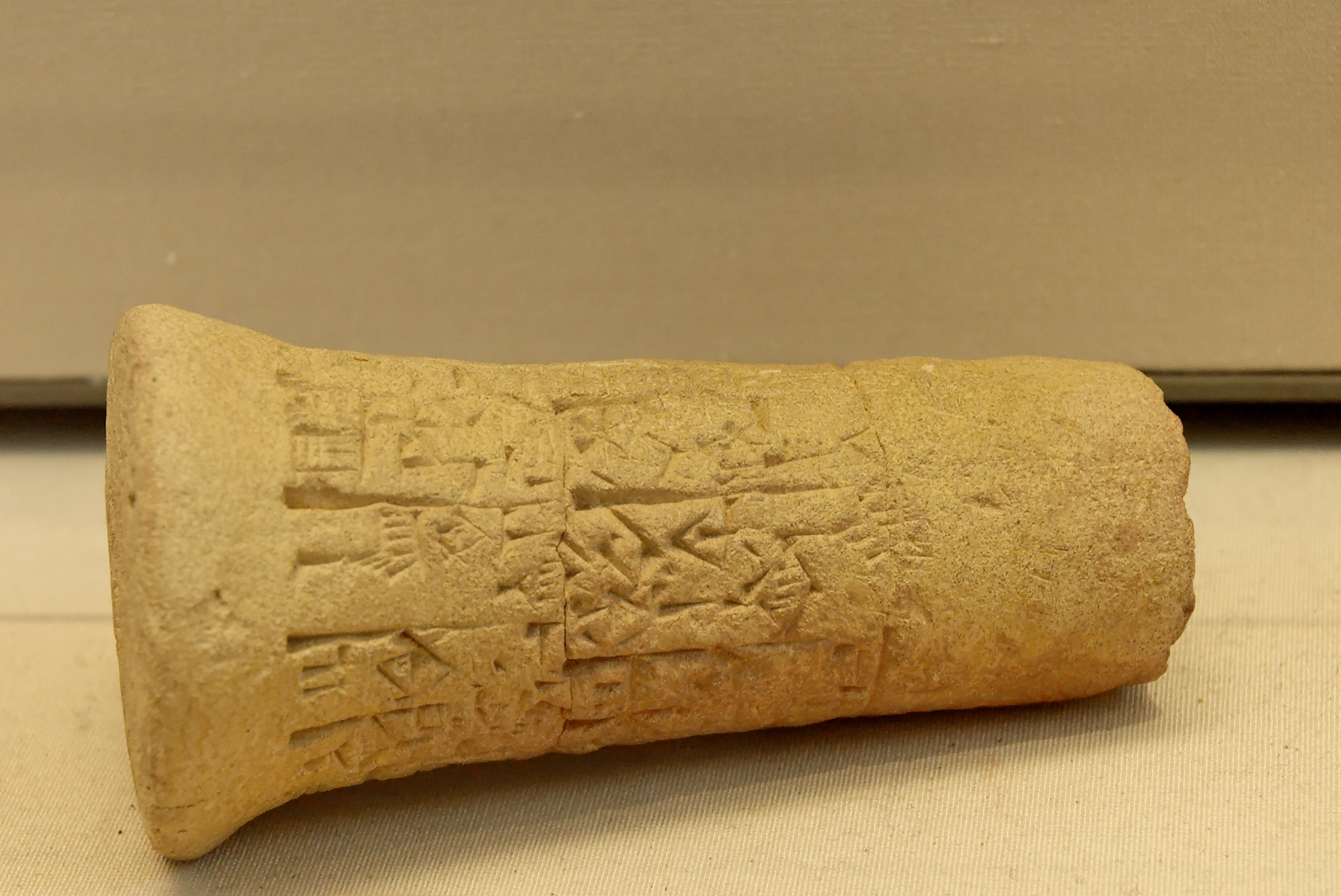
Clau de fundació d'argila dedicat per Entemena, rei de Lagaix, al déu de Bad-Tibira, c. 2400 aC..

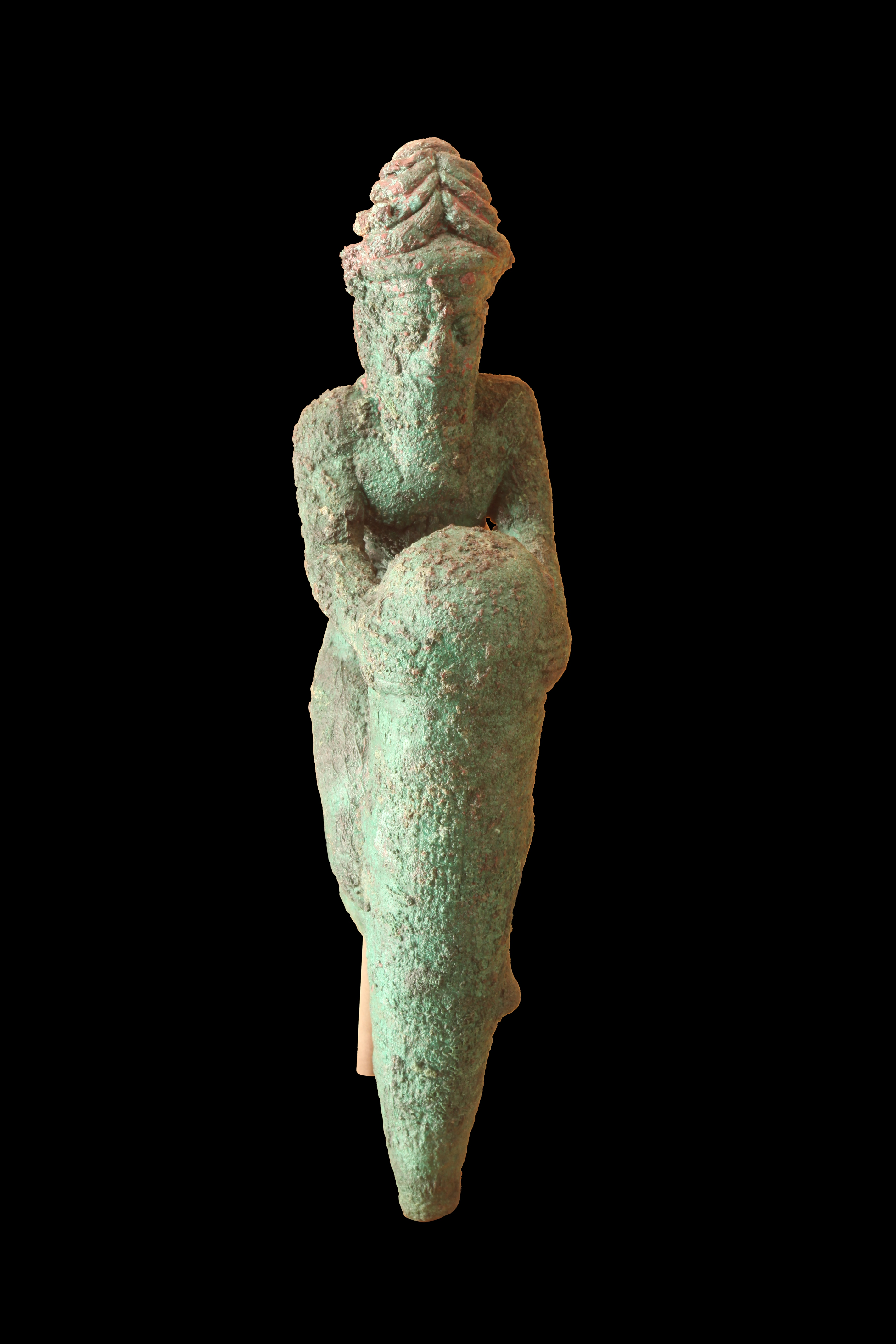
Clau de fundació de coure amb la figura d'un déu de genolls, posant un clau, amb una dedicació de Gudea a Ningirsu.

A Mesopotàmia, un clau de fundació, clau de consagració o clau de dedicació és una petita escultura, usualment en argila, que porta textos inscrits en caràcters cuneïformes, que s'embevia en les parets dels temples o edificis per deixar constància que eren propietat divina del déu a qui estaven dedicats i donar solidesa màgica als mateixos.
Van ser utilitzats pels sumeris i altres cultures mesopotàmiques des del III mil·lenni aC. Els que porten figures de déus (anomenats "déus de clau") i són de coure o bronze, van ser realitzats sobretot a l'època de Gudea, príncep de Lagaix. S'han trobat a la gairebé totalitat dels temples del renaixement sumeri. Posteriorment hi hauria representacions dels governants locals i hi ha casos amb representacions d'animals.
A més, cons d'argila sense inscripcions, pintats de diferents colors van ser utilitzats pels sumeris per crear patrons decoratius de mosaic en parets i pilars dins dels edificis, així com per afegir fortalesa a l'estructura.
A l'antic Egipte s'utilitzaven cons funeraris, en certa forma similars, que utilitzaven la base del con, com a superfície a escriure.

## Alguns claus de fundació

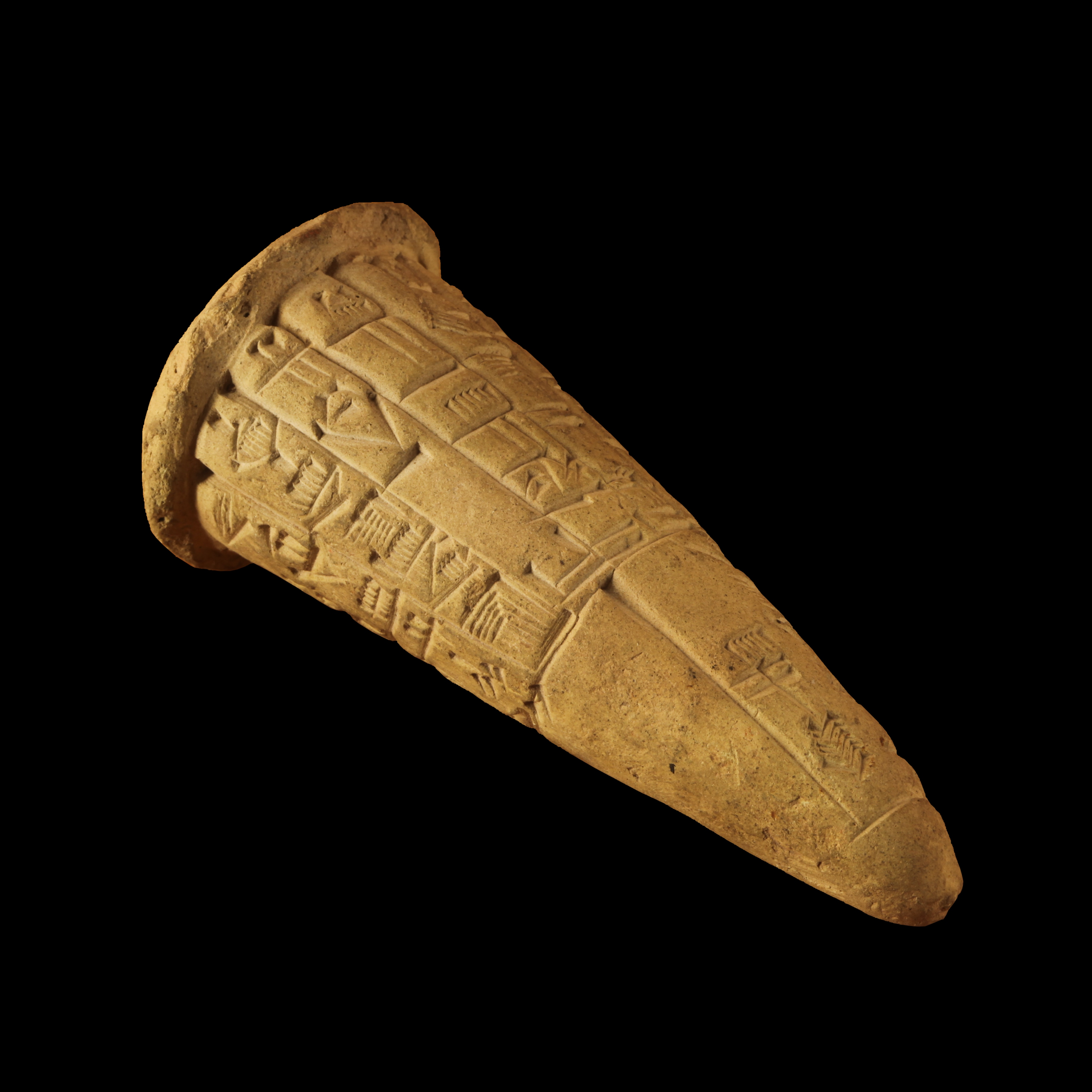
Clau de fundació dedicat per Gudea a Ningirsu per a la construcció del seu temple, l'E-ninnu.

Aquests claus es troben entre els documents històrics coneguts més antics. Encara que van estar creats a demanda dels notables de l'època, han permès registrar les construccions, les consagracions de l'obra, o les antigues històries, que permeten conèixer diferents aspectes de les diferents civilitzacions.

### Rei Entemena
El clau de fundació d'Entemena, rei de Lagaix a la segona meitat del III mil·lenni aC., és un bon exemple d'haver arribat als nostres dies en excel·lents condicions de conservació i amb una detallada història darrere.

### Rei Hammmurabi
Un clau de fundació del rei Hammurabi fou adquirit en març de 1938 a un antiquari. El clau té un cap amb un diàmetre de 187 mil·límetres. En comparació, l'eix a la base és de 110 mil·límetres de diàmetre. Tant el cap com el cos estant inscrits amb escriptura cuneïforme. El clau d'argila porta el número A 24645 a l'Institut Oriental, del museu d'arqueologia de la Universitat de Chicago.